# Club Deportivo Universidad Católica (futsal)
La rama de futsal de Universidad Católica, denominada Club Deportivo Universidad Católica, tal como el plantel profesional masculino, plantel profesional femenino y el fútbol joven, nace a causa del creciente interés en Chile por practicar futsal. 
El 2010 se integró a la Primera División de futsal, fundada el 2010. Su rival tradicional es Universidad de Chile y ambos equipos protagonizan el Clásico Universitario.

## Historia
En su temporada de inicio por competencias nacionales y oficiales, el 1 de julio de 2010 Universidad Católica juega su primer Clásico Universitario por el Campeonato Nacional de Futsal de Chile y derrota a Universidad de Chile por 5:3. En la definición del tercer puesto vence a Colo-Colo por 3:2.

## Estadio

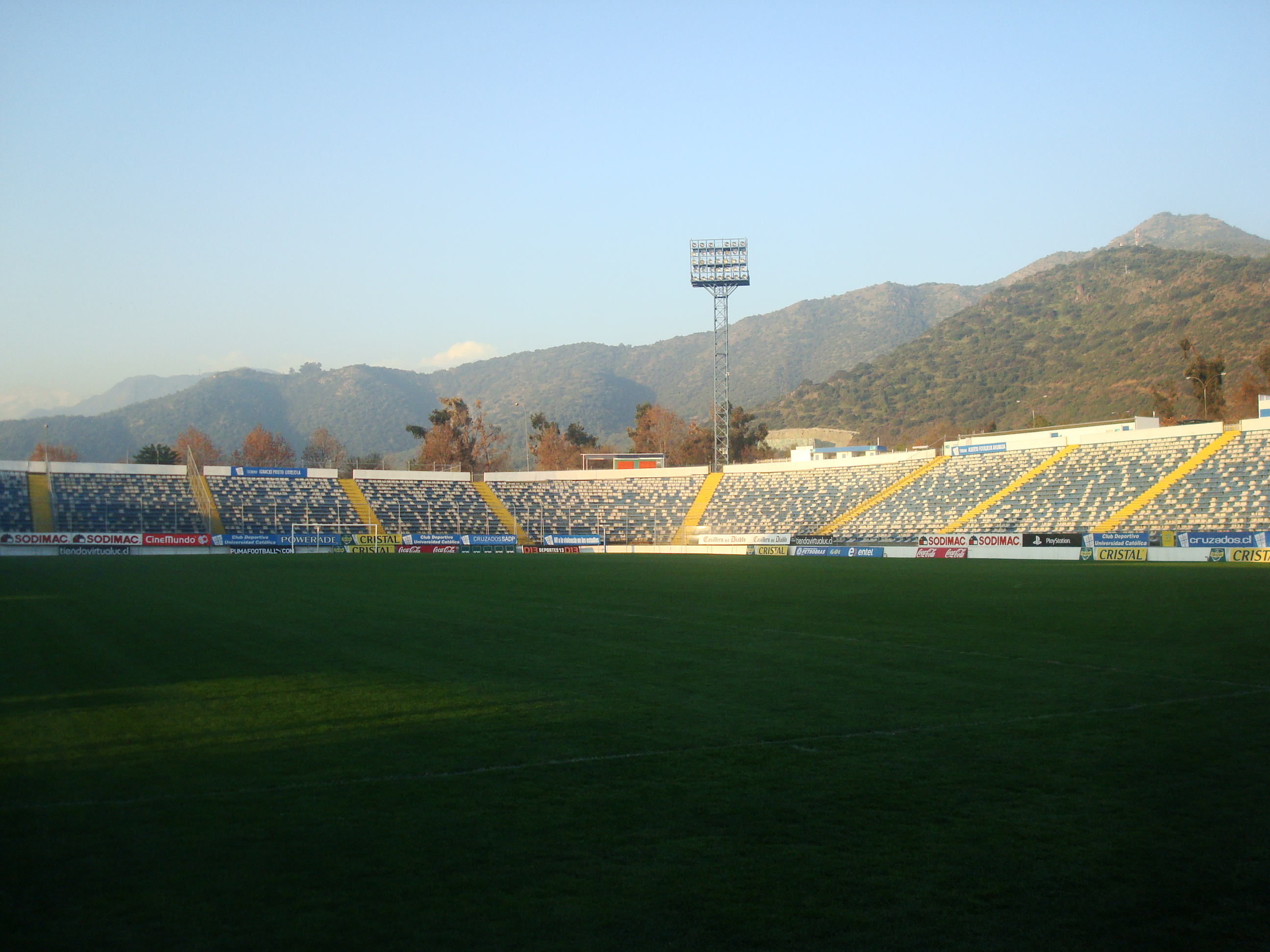
Estadio San Carlos de Apoquindo.

Aunque en sus inicios el club también jugó de local en recintos que no formaban parte de sus activos, como el Estadio Militar y el Nacional, Universidad Católica ha sido propietario de cuatro estadios: El Estadio Universidad Católica, ubicado en el sector de Maestranza y Marcoleta; Campos de Sports de Ñuñoa, que había pasado a manos de la PUC y la Federación Deportiva UC en 1927; Independencia y San Carlos de Apoquindo.
En 1972 se presentó el primer proyecto para la construcción del Estadio San Carlos de Apoquindo, el cual fue inaugurado el 4 de septiembre de 1988 con un partido frente a River Plate de Argentina. Tiene una capacidad de 20.000 espectadores aproximadamente. Se encuentra enclavado en el complejo deportivo del mismo nombre ubicado en Camino Las Flores #13.000, comuna de Las Condes. Su cancha principal posee dimensiones de 108 x 68 m.

## Uniforme y colores
Los primeros antecedentes con respecto a los colores utilizados por una rama de fútbol de la institución se encuentran en la disputa del Clásico Universitario del 1 de noviembre de 1909. En dicha oportunidad, si bien los datos no son concluyentes, el uniforme del equipo de la Universidad Católica habría sido de color verde. 
En tanto que los colores actuales (blanco, rojo y azul), utilizados por los planteles masculinos y femeninos, fueron adoptados el 30 de agosto de 1927, fecha de la primera fundación del Club Universidad Católica.     
- Uniforme titular: Camiseta blanca con una franja horizontal azul, pantalón azul, medias blancas con una franja con la sigla de la UC.

- Uniforme alternativo: Camiseta roja con una cruz blanca, pantalón blanco, medias rojas con una franja con la sigla de la UC.

| 2010-presente |

| Período         | Proveedor |
| --------------- | --------- |
| 2010 − Presente | Puma      |

| Período         | Patrocinador |
| --------------- | ------------ |
| 2010 − Presente | Sin Spónsor  |

## Datos del club
- Temporadas en Primera División de futsal: 1 (2010-2010)
- Debut en Primera División de futsal: (2010)
- Mejor puesto en Primera División: (3°) (2010)
- Peor puesto en Primera División: (3°) (2010)

## Palmarés

### Torneos internacionales
- Campeonato Grupo E-3 (Madrid) (1): 1988[4]